# Vladimir Yumin
Vladimir Yumin est un lutteur soviétique spécialiste de la lutte libre, né le 18 décembre 1951 à Omsk (oblast d'Omsk) et mort le 4 mars 2016 à Kaspiisk (Daghestan).

## Biographie
Lors des Jeux olympiques d'été de 1976 à Montréal, il remporte la médaille d'or en combattant dans la catégorie des moins de 57 kg.